# Gemini–3
A Gemini–3 volt az amerikai Gemini-program első emberes repülése 1965. március 23-án. A Gemini-program fő célja, hogy előkészítse az Apollo-program holdra szállását és kikísérletezze a Hold eléréséhez szükséges eljárásokat. Ennek szellemében a Gemini–3 azzal a céllal indult az űrbe, hogy demonstrálja az űrhajó és a hordozóeszköz alkalmasságát a Mercury-programénál sokkal bonyolultabb és összetettebb feladatok végrehajtására az űrhajó első felszállásán. A repülést hosszú fejlesztési periódus és több ember nélküli teszt előzte meg. A mérnökök a Titan II rakétát választották hordozóeszközként, amely lényegében egyedül volt alkalmas az Egyesült Államok fegyverarzenáljából, hogy egy Gemini méretű és tömegű tárgyat Föld körüli pályára állítson. A tervek között szerepelt, hogy emberszállító űrhajó először végezzen pályamódosítást.
A Deke Slayton vezette Űrhajós Iroda választása Gus Grissom parancsnokra és John Young pilótára – mint a korábban az űrhajó gyártójánál, a McDonnellnél az előkészítésben aktívan részt vevő űrhajósokra esett. Az 1965. március 23-i startot követően a két űrhajós 3 Föld körüli fordulatot tett és sikerrel végezték el a történelem első űrbeli manővereit, ezzel bizonyítva, hogy a Gemini, mint űrhajórendszer alkalmas a későbbi tesztekre, a Hold felé vezető út kitaposására a NASA felé. Apróbb, a küldetést nem befolyásoló hibáktól eltekintve az űrhajó tökéletes küldetést repült és az Atlanti-óceánon kissé elhibázott leszállást hajtott végre. A kitűzött célpontot 69 kilométerrel elvétve, a Gemini–3 viszonylag problémás leszállást mutatott be (az űrhajósok a műszerfalnak csapódtak az ejtőernyő rántásától), de a mentőcsapatok hamar biztonságba helyezték az első Gemini űrhajósokat. A siker utat nyitott a többi Gemini űrhajónak, amelyek repülése által az USA fokozatosan a maga javára fordította később az űrversenyt.

## Előzmények

### A Mercury-program
Az Amerikai Egyesült Államok Kormánya 1957-ben határozta el, hogy a Nemzetközi Geofizikai Év tudományos programsorozata keretében űreszközt bocsát Föld körüli pályára a világon elsőként, amelyet a nemzetközi sajtóban be is jelentettek. Azonban a kísérletek kudarca, valamint a Szovjetunióban titokban zajló sikeres előkészületek miatt nem ők, hanem a szovjetek bocsátották fel a világ első űreszközét, a Szputnyik–1-et (majd kicsit később a Szputnyik–2-t is, amelyre az USA csak jóval lemaradva tudott válaszolni az Explorer–1 felbocsátásával. Az űreszközök elsőkénti felbocsátásával elindult egy politikai presztízsverseny, amely űrverseny néven vonult be a történelembe, mint a hidegháború egyik fontos csatája. Az amerikaiakat ért politikai presztízsveszteség miatt a kormány emelte a tétet és az első ember világűrbe juttatását tűzte ki célul az újonnan megalakult NASA elé, amely szervezeten belül elindították a Mercury-programot a cél elérésére.
A Mercury-program azonban újabb vereséget hozott az USA és a NASA számára, mivel a szovjetek ismét elorozták az elsőséget előlük Jurij Gagarin 1961. április 12-i Vosztok–1 repülésével. Amerika csak késve és technikai értelemben nem is tudott válaszolni a kihívásra, amikor felbocsátották Alan Shepard Friendship 7 űrhajóját 1961. május 5-én, a teljes értékű válaszra (amikor amerikai űrhajós is ugyanúgy Föld körüli pályán repült, mint Gagarin), egészen 1962. február 20-ig, John Glenn repüléséig kellett várni.
Közben az újabb vereség hatására az új amerikai kormányzat, élén immár John F. Kennedy elnökkel újra emelte a tétet és bejelentették, hogy az USA elsőként fog embert juttatni a Holdra. Azonban erre a Mercury-program nyújtotta technikai alapok édeskevésnek számítottak, az USA-nak hatalmas technológiai és eljárásbeli fejlesztéseket kellett megtennie. A szovjetek legyőzésének politikai céljának elérésére lényegében korlátlan anyagi lehetőségekhez jutott a NASA, ahol a mérnökök felvetették, hogy a csak az ember Föld körüli állítására tervezett, lényegében minimális igényeket kielégítő űrhajó után túl nagy ugrás a holdűrhajó megépítése és a Hold elérésének műveleteinek végrehajtása, így egyszerűbb és célszerűbb a fejlesztési idő alatt elindítani egy másik űrprogramot, amelyben pontosan ezen előirányzott műveletek (űrhajók manőverezése, űrséta, űrrandevú és dokkolás) kísérletezhető ki kisebb anyagi áldozatok árán. A NASA ezen elképzeléstől vezérelve elindította a Gemini-programot, ami az Apollo-program, a Hold elérésének programja előkészítését kapta feladatul. Az 1961-1966 között futó program során minden holdra szálláshoz alapvetően szükséges technikát kikísérleteztek és ennek a programsorozatnak az első emberekkel végzett repülése lett a Gemini–3.

### Gemini-1
A Gemini–1 lett a Gemini-program első tesztrepülése 1964. április 8-án. A program a kezdete óta rengeteg viharon, átalakuláson, de sikeren is túl volt. Az utolsó átalakulások még éppen a start előtti hónapban is alaposan átrajzolták a Gemini Programirodát a NASA-n belül. A személyzet Houstonon belül új helyre, egy vadonatúj épületbe (a mai Johnson Űrközpontba) költözött és szervezetileg is átalakult, nevet változtatott, több divíziója tovább osztódott és új feladatokat kapott.
Az előkészületek érintették mind az űrhajót, mind a Titan II hordozórakétát. A repülési program szerint a Gemini–1 repülése hivatalosan 3 Föld körüli fordulatig tartott, ám a végén nem tervezték az űrhajó irányított visszatértét, hanem az néhány nap múlva a légkör természetes fékező hatására visszatért a földre, a légkörbelépés súrlódási hőjének hatására elégett. Ennek elősegítésére a mérnökök négy nagyobb lyukat fúrtak a hőpajzson, hogy az elégést elősegítsék. További módosítás volt, hogy az űrhajósok életfenntartó rendszerét, mint a repülésen szükségtele berendezés együttest nem építették be, hanem a helyére ballaszt súly került, amely a hiányzó műszerek és a személyzet tömegét volt hivatott imitálni. Emellett az űrhajósok üléseit megtöltötték műszerekkel, amelyek különböző paramétereket mértek és továbbítottak a telemetrián keresztül a földi irányításnak. A repülés előtti utolsó simítások a rakétát is érintették, mivel a légierőtől érkező Titan II rakétát sokáig nem tartották elég megbízhatónak. A teszt előtt alapos felülvizsgálaton esett át a rakéta és például a vezetékezésben találtak is olyan rövidzárlatot okozó hibát a második fokozatban (egy kötőelem megsértette a vezeték szigetelését), amelynek nyomán 1500 kötőelemet cseréltek le a siker érdekében.
A Gemini–1 előkészületei a rakéta és az űrhajó integrációs tesztjeivel, majd további próbákkal az összeszerelt űrszerelvényre vonatkozóan, amelynek során folyamatos hibák és azok javítása folytán a lehetséges start dátuma egyre hátrébb tolódott. A kombinált teszt (rendszerfelmérés és szimulált repülés) 1964. március 27-én minden hiba nélkül zajlott le, majd még Cape Kennedy-re érkeztek a Titan II nem repülő, a start során használt alkatrészei amelyek beépítése után megkezdődött a rakéta üzemanyaggal való feltöltése és a mérnökök elvégeztek egy utolsó ún. „nedves felszállási tesztet”. A teszt közben az egyik áramátalakítóból füstöt láttak a mérnökök szivárogni, ezért leállították a tesztet. Bonyolította a helyzetet, hogy az áramátalakítóból nem volt tartalék alkatrész Cape-en. Ezután időjárási probléma késleltette a teszt sikeres lebonyolítását. Végül sikerült megoldani az alkatrészcserét és minden problémát és a teszt sikerrel ért véget (az üzemanyagot leeresztették, mivel a rakéta nem állhatott feltöltve az indítópadon hosszabb ideig), következhetett az éles felbocsátás.
A felszállásra vonatkozó végső döntés egy nappal a felszállás előtt született meg. Ezután elkezdődött a visszaszámlálási folyamat a rakétát ismét repülőkésszé tették. A startra 1964. április 8-án, helyi idő szerint egy másodperccel 11 óra után került sor (16:00:01 UTC). A telemetriai adatok alapján a felbocsátás közel tökéletesre sikeredett. Két és fél perccel azután, hogy elhagyta az indítóállást, a Titan II első fokozatának hajtóanyaga kifogyott (64 kilométer magasságban és 91 kilométerre az indulás helyétől), majd rendben megtörtént a fokozat leválasztása. Öt és fél perc múltán pedig az űrszerelvény 100 kilométerre és 160 kilométer magasan járt már, sebessége pedig 7888 méter volt másodpercenként, a Föld körüli pályára állás rendben lezajlott, a Gemini-1 (a Titan II második fokozatával még mindig csatlakozva) 7 m/s sebességkülönbséggel az előre tervezettől megkezdte keringését. A repülés vezetője „éppen tankönyvszerű repülésként” kommentálta a lezajlott felbocsátást. Az űrhajó ezek után megtette a tervezett Föld körüli fordulatot és amikor a harmadik kör végén ismét Florida fölé ért, az irányítás formálisan is lezárta a repülést. Az előrejelzések szerint még három és fél napig repült a Gemini–1, amit a radar követőállomásokon folyamatosan monitoroztak, ám a startkor keletkezett 7 m/sec túlgyorsítás miatt majdnem 4 nap kellett, mire a légkör lefékezte az űrhajót. Végül a 64. keringés során 1964. április 12-én tért vissza a légkörbe és valahol a déli Atlanti-óceánon, félúton Afrika és Dél-Amerika között szóródtak szét a roncsai a tengeren.

### Gemini-2
A Gemini–2 előkészületei késéssel kezdődtek. Előbb a Titan II-t érték problémák: egy második fokozatbeli oxigéntartályt kellett kicserélni, aztán villámcsapás érte a rakétát, majd egy áthaladó hurrikán is lecsapott az indítóállásra, amely átírta a terveket. A nagyobb késések és problémák azonban a Gemini űrhajóval adódtak a McDonnellnél, az űrhajó gyártójánál. Tekintettel arra, hogy a második űrhajó egy minden ízében működőképes változat volt (ellentétben a Gemini-1-gyel, amely inkább volt egy műszerekkel megtöltött „karosszéria”), az előkészítés, beszabályozás és összeszerelés is jóval bonyolultabb volt. Előbb csak a kormányhajtóművek gyártójának a Rocketdyne-nak, majd az üzemanyagcellák gyártójának, a General Electric-nek a késedelmei jelentkeztek, majd a beépítendő alkatrészek sorozatos beépítés előtti tesztproblémái azt vetítették elő, hogy a komplett gyártás utáni rendszertesztek csak 1964 januárjában mehetnek végbe. A Tervezőmérnöki Felülvizsgálatot eredetileg 1963 novemberére tűzték ki, de végül csak 1964. február 12-én tudta megkezdeni a kilenctagú bizottság a munkát a McDonnellnél. A vizsgálat egy hosszú módosítási listát tárt fel (22 kötelező, 4 feltételes és 10 további tanulmányozást igénylőt). A hibajavításokkal kiegészített elsődleges tesztsorozat lassan haladt, egyre hátrébb tolva a lehetséges startdátumot. A másodlagos tesztsorozat csak 1964. július 3-án indulhatott el, felemésztve az egész júliust, majd egészen augusztus közepéig tartott, amikor is Floridában megkezdődött a hurrikánszezon.

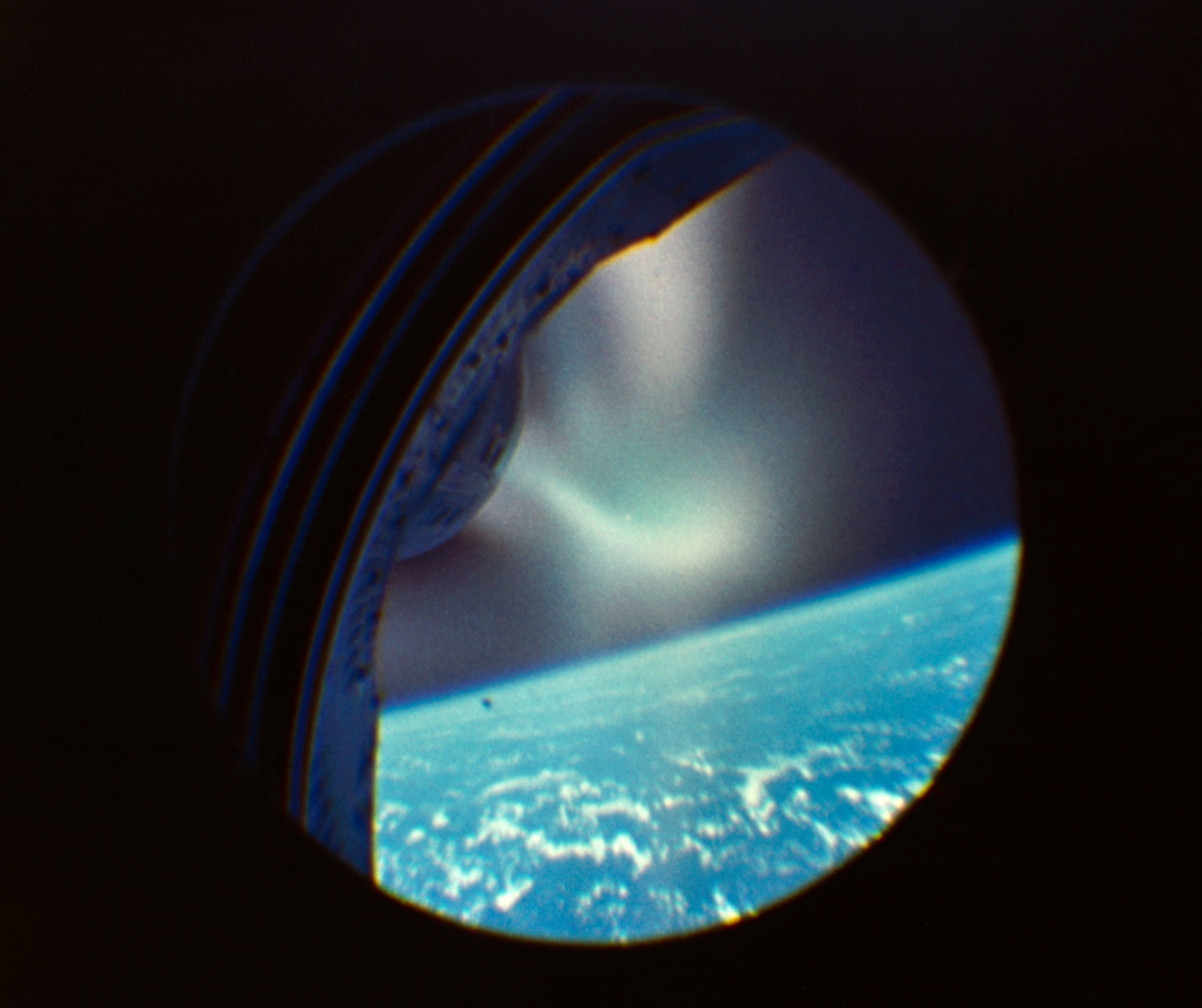
A Gemini–2 légkörbelépése

1964. augusztus 27-én lecsapott a Cleo hurrikán Cape Kennedy-re, a technikusok a rakéta második fokozatát fedezékbe tudták menekíteni, de az első fokozat ott maradt függőlegesen felállítva az indítóállásban. A szélvihar elvonultát követően újra a rendszertesztek vették át a főszerepet. Ezután az okozott problémát, hogy a Légierő a szomszéd indítóállásból egy másik Titan rakétát indított és a gyártó mérnökeinek egy részét ez elvonta a Gemini–Titan–2 előkészületeitől. Született olyan elképzelés is a késések miatt, hogy vonják össze a repülést a soron következő rakétateszttel. Szeptember 8-án azonban a Dora hurrikán érkezett Cape-re, a teljes rakétát a hangárba vonták vissza, majd három nap múlva az Ethel hurrikán vonult át Floridán. A szélviharok elvonultával tudták csak a rakétát visszaszállítani az indítóállásba. A hordozóeszköz ismételt tesztjei csak szeptember 21-re fejeződtek be, arra a napra, amikor a Gemini űrhajó is megérkezett Cape-re. A rengeteg késedelem átírta a teljes Gemini-programot, az emberes repülést legkorábban 1965 januárjára tolva. Eközben a Szovjetunióban 1964. október 12-én felbocsátották a Gemini riválisának számító Voszhod–1-et, ám ebben a repülésben mindössze annyi újdonság testesült meg, hogy több űrhajós volt az űrhajó utasa egyszerre és ők (helytakarékosságból) nem szkafanderben foglaltak helyet az űrhajójukban, viszont a Voszhod semmilyen manővert nem hajtott végre. Végül 1964. november 5. volt, amikor a Gemini űrhajó és a Titan II készre szerelve állt az indítóállványon, a startot pedig 1964. december 7-re tűzték ki.
A visszaszámlálás 1964. december 8-án kezdődött meg és egészen lefutott a zéróig, ám ekkor 1964. december 9-én 11:41-kor (16:41 UTC), a létező legutolsó pillanatban (a hajtóművek már beindultak, de a tartócsavarok még rögzítve tartották az űrszerelvényt) a beépített Üzemzavar Érzékelő Rendszer hibát jelzett és leállította a hajtóműveket, a felszállás meghiúsult.
A hibás startot követően egy hosszabb folyamat kezdődött a hibakeresésre, illetve a rakéta újbóli startfelkészítésére (a fő problémát a teljesen feltöltött hordozóeszköz üzemanyagának és oxidálóanyagának lefejtése, valamint az élesen, de szabályszerű működés nélkül robbanásveszélyesen maradt pirotechnikai töltetek deaktiválása jelentette). A hibás alkatrészek cseredarabjainak megérkezése után az ismételt start előkészítése is megtörtént. A Gemini–Titan–2 végül 1965. január 19-én 14:03:59-kor (9:03:59 UTC) szállt fel Cape Kennedyről, a 19-es indítóállásból. A Gemini–2 a repülési terv szerint szuborbitális pályán repült (nem is tervezték Föld körüli pályára állítani), amelynek fő célja az űrhajó minél nagyobb sebességre gyorsítása volt. 6 perc 54 másodperccel a startot követően beindult a fékezési folyamat és a z űrhajó (és a rakéta) 3422 kilométerre a starthelytől az Atlanti-óceánon ért vizet. A leszállásra 26 kilométerre a tervezett leszállási ponttól és 83 kilométerre a kiemelésre kirendelt U.S.S. Lake Champlain repülőgép hordozótól került sor. A fő repülési célokat elérték, egyedül az üzemanyagcellák és a hűtési rendszer működésében lépett fel zavar (előbbi még a start előtt leállt, utóbbi pedig nem kellő hőmérsékletet biztosított), a teszt fő tárgyának szolgáló hőpajzs tökéletesen tette a dolgát.

### Tervezés
Az első Gemini űrhajó felbocsátására koncepcióterv egyetlen mondata volt az irányadó, mint elérendő cél: „...demonstrálni és felmérni az űrhajóban, a hordozóeszközben és az eljárásokban rejlő képességeket a jövőbeni hosszútávú és randevú repülések érdekében”.
A legfőbb kérdés a fő célkitűzés megválaszolására a repülés hossza volt. Még 1963 áprilisában a program tervezésénél egy három Föld körüli fordulatra terjedő repülést írtak elő a tervezők, amely a repülés idejére folyamatos viták kereszttüzébe került. A felmérés legfőbb eszközéül egy ún. randevú felmérési csomag (Rendezvous Evaluation Pod (REP) bevetését szánták, amellyel a repülés második keringése során kellett kísérleteket végezni, hogy az űrhajó radarja megtalálja-e az eszközt és szükség esetén oda lehet-e manőverezni a Geminit hozzá. Ez azt a problémát is felvetette, hogy a Gemini pályája ugyanúgy lett megtervezve, hogy egy fékezőrakéta hiba esetén is visszatérjen a légkörbe, majd a Földre, ám a kormányhajtóművekkel végrehajtott manőverek eltérítették erről a pályáról azt. A hamarjában végzett újabb pályaszámítások és repülési terv módosítások biztosították az irányítókat, hogy a Gemini magától is visszatér kellő időben (az űrhajósok készleteinek kimerülése előtt). Az így kialakult röppálya úgy alakult, hogy a Titan II Föld körüli pályára állító lökete után a kormányhajtóművekkel még egy rövid gyújtással 3 m/s sebességet nyertek, amellyel eltávolították az űrhajót a szintén Föld körüli keringésbe állt Titan második fokozattól, amellyel a Gemini 122*182 kilométeres ellipszispályára áll. Az első földtávolpont előtt az űrhajósok újabb gyújtást indítanak másfél órával a start után és Texas felett repülve 20 m/s-mal megváltoztatva az űrhajó sebességét közel körpályává alakítják a keringést 122*130 kilométeres ellipszisre térve át. Végül az Indiai-óceán második átszelése során 2 óra 20 perccel a start után újabb 4 m/s-os sebesség-változtatással alakult ki a végső pályagörbe. A legutolsó keringésben Hawaii felett az űrhajósoknak végre kellett hajtani az utolsó pályakorrekciót, amely 28 m/s-mal csökkentette a sebességet, 63 kilométerre csökkentve a pálya földközelpontját és beállítva az űrhajót a fékező manőverhez. A rengeteg vita és kétség után is megmaradt az eredeti elképzelés, a mindössze 3 Föld körüli keringéses repülés.
A tervezés másik színtere a repülés során végrehajtandó kísérletek köre volt. A kísérletek körét erősen korlátozta a rövid repülési időtartam, valamint a tény, hogy a legénység rendelkezésére csak kevés idő állt a gyakorlásra, ezért a tudósok igyekeztek olyan teszteket választani, amelyhez a legénységtől nem, vagy csak nagyon kevés közreműködés volt szükséges. A kiválasztásnál prioritást élveztek a még a Mercury-Atlas–10 számára fejlesztett kísérletek, a repülés törlése és a tesztek elmaradása miatt. Végül a mérnökök összesen 3 tudományos kísérletet választottak: a sugárzásnak a sejtekre gyakorolt romboló hatásának mérésére, a sejtek súlytalanságban való növekedésének mérésére és a rádióadásnak a visszatéréskor a plazma áramlása miatti megszakadásának befolyásolására. A sugárzás hatásainak mérésére emberi vérmintákat zártak egy nyeles eszközbe, amelyet az űrhajósoknak fél óra időkülönbséggel meg kellett ráznia és a Földön hagyott kontroll mintákkal összehasonlítva láthatóvá vált az eredmény. A sejtnövesztési kísérletben tengeri uborka sejteket termékenyítettek meg a start előtt és ezek mikrogravitációs körülmények közötti növekedését figyelték. Maga a kísérlet egy 65 dekagrammos zárt tartóedényben ment végbe és mindössze annyi munkát igényelt az űrhajósoktól, hogy a tartót a nyelénél fogva ötször megforgassák a repülés különböző fázisaiban (minden egyes forgatáskor a telemetria adatokat közölt az irányítással). A harmadik kísérlet pedig az űrhajó visszatérésekori rádiócsendet volt hivatott megtörni. A légkörbe lépve a súrlódás hőjétől plazmaburok alakul ki az űrhajó körül, amelyet nem képesek a rádióhullámok áttörni. A kísérletben vizet injektáltak az űrhajó köré, amely megváltoztatta a plazma viselkedését, ezáltal utat engedve a rádióhullámoknak.

### Névadás
A NASA még a Mercury-programban meghagyta az űrhajósai számára azt az előjogot, hogy maguk válasszanak rádió hívójelet, amely aztán az űrhajójuk nevéül is szolgált. Ezt az előjogot kezdetben aztán átörökítették a Gemini-programra is, különösen úgy, hogy az első Gemini repülés parancsnoka egy Mercury veterán, Gus Grissom volt. A NASA PR-osai már a Mercury idején is nemtetszésüknek adtak hangot a rosszul csengő nevek miatt (különösen Gordo Cooper Faith 7-ese volt problémás, mivel egy esetleges katasztrófa esetén az újságok címlapján az lett volna a szalagcím, hogy Amerika elvesztette Hitét). Gus Grissom a Gemini–3 esetében is egy ilyen, vitatott nevet választott, amely mellett az unszolás ellenére is kitartott. A Gemini–3 a Molly Brown nevet kapta. Molly Brown egy valós személy, Margaret Brown volt, aki túlélte a Titanic katasztrófáját és a Broadway-n az életéről az Elsüllyeszthetetlen Molly Brown címen mutattak be musicalt. Az „elsüllyeszthetetlen” jelző kitörölhetetlenül a névhez ragadt és ez lehetett Grissom indoka is a névválasztásra, emlékezve a Mercury–Redstone–4 kabinjának balvégzetű elsüllyedésére. Végül a NASA engedett Grissomnak és a PR rémálomnak számító névvel engedte útjára az űrhajót, azonban a repülés után az a verdikt született, hogy az űrhajósok előjoga megszűnik az űrhajójuk elnevezésére és a Gemini-programban a továbbiakban végig csak a repülés neve és sorszáma (pl. Gemini–X) volt a hivatalos rádió hívójel és űrhajó név. További változtatás volt a nevezéktanban, hogy a Gemini-3 még arab számmal jelölte a repülés sorszámát, a következő repüléstől viszont a Gemini jelölés után római számokat vezettek be. Az űrhajók elnevezése csak az Apollo-program során tért vissza, amikor a parancsnoki űrhajó és a holdkomp szétválasztását követően meg kellett különböztetni a rádióbeszélgetésekben is az egyes űrhajóegységeket (pl. Apollo-11: parancsnoki űrhajó: Columbia, holdkomp: Eagle).

## Személyzet
Az űrhajósok kiválasztásuktól kezdve tréningeztek a majdani űrhajós feladataikra, a konkrétan repülő legénység kiválasztása mégis inkább praktikus okok mentén történt. A Gus Grissom, John Young, illetve a Wally Schirra, Tom Staffors páros a kiképzési feladatok mellett az űrhajó gyártójához, a McDonnell st. Louis-i üzemébe kirendelt űrhajósok voltak, akik a szintén elkészült szimulátor fejlesztésében is részt vettek és mint ilyenek, talán a legjobban ismerték a leendő űrhajót. Grissom és Young például 36 órát töltött már el a szimulátorban (mivel minden egyes űrhajó némileg eltért a másiktól, a Gemini–3 repülésre optimalizált „3-as” számú űrhajónak megegyező szimulátorban végezték a gyakorlást), így a legtöbb tapasztalattal ők rendelkeztek az új eszközt illetően. A szimulátort később a McDonnell mérnökei egyébként szétszerelték és Cape Kennedy-re szállították, ám így a gyártásba került Gemini űrhajó tesztjei miatt az űrhajósok ingajáratban voltak Cape és St. Louis között. Tovább árnyalta a képet, hogy Dallasban is felállítottak egy mozgatható megszakítás szimulátort (az esetleges repülés megszakítás és annak nyomán bekövetkező speciális mentési műveletek gyakorlására), amellyel szintén gyakorolniuk kellett az űrhajósoknak. További teszteken estek át az űrhajósok az Ellington Légierő Bázison, ahol egy hatalmas tartályban (medencében) a vízi mentési gyakorlatokat sajátították el, illetve Johnsville-ben a Haditengerészet Légi Fejlesztési Központjában, ahol centrifugateszteken a majdani terhelések próbáit végezték el. A rengeteg gyakorlás végén a repülésre jelölt legénység (Grissom és Young) büszkén jelentették, hogy készen állnak a repülésre.

### Személyzet
| Beosztás   | Űrhajós                   | Űrhajós                   |
| ---------- | ------------------------- | ------------------------- |
| Parancsnok | Gus Grissom (2) űrrepülés | Gus Grissom (2) űrrepülés |
| Pilóta     | John Young (6) űrrepülés  | John Young (6) űrrepülés  |

### Tartalék személyzet
| Beosztás   | Űrhajós                       | Űrhajós                       |
| ---------- | ----------------------------- | ----------------------------- |
| Parancsnok | Wally Schirra (3) űrrepülés   | Wally Schirra (3) űrrepülés   |
| Pilóta     | Thomas Stafford (4) űrrepülés | Thomas Stafford (4) űrrepülés |

## Repülés

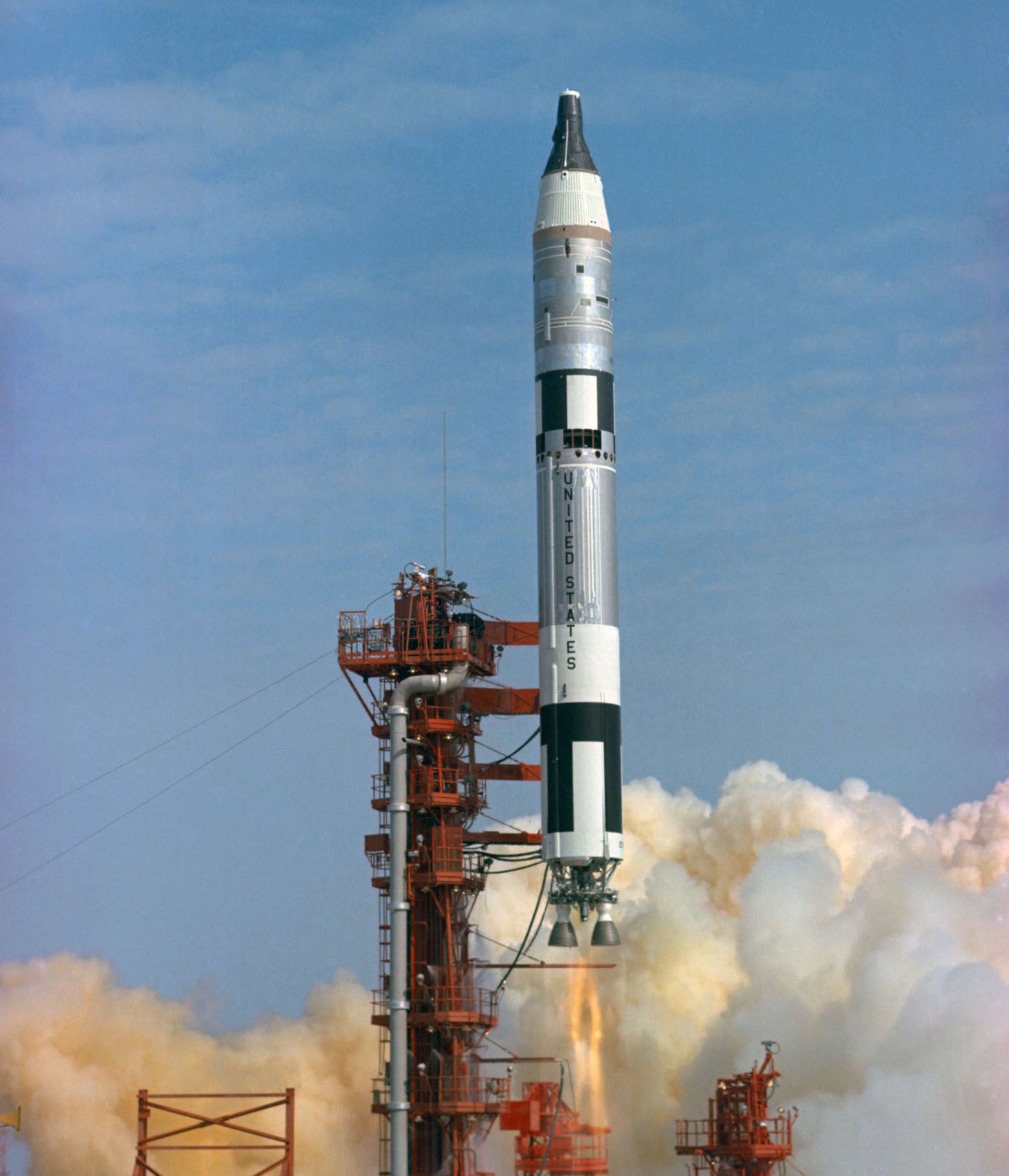
A Gemini–3 startja Cape Canaveralről 1965. március 23-án

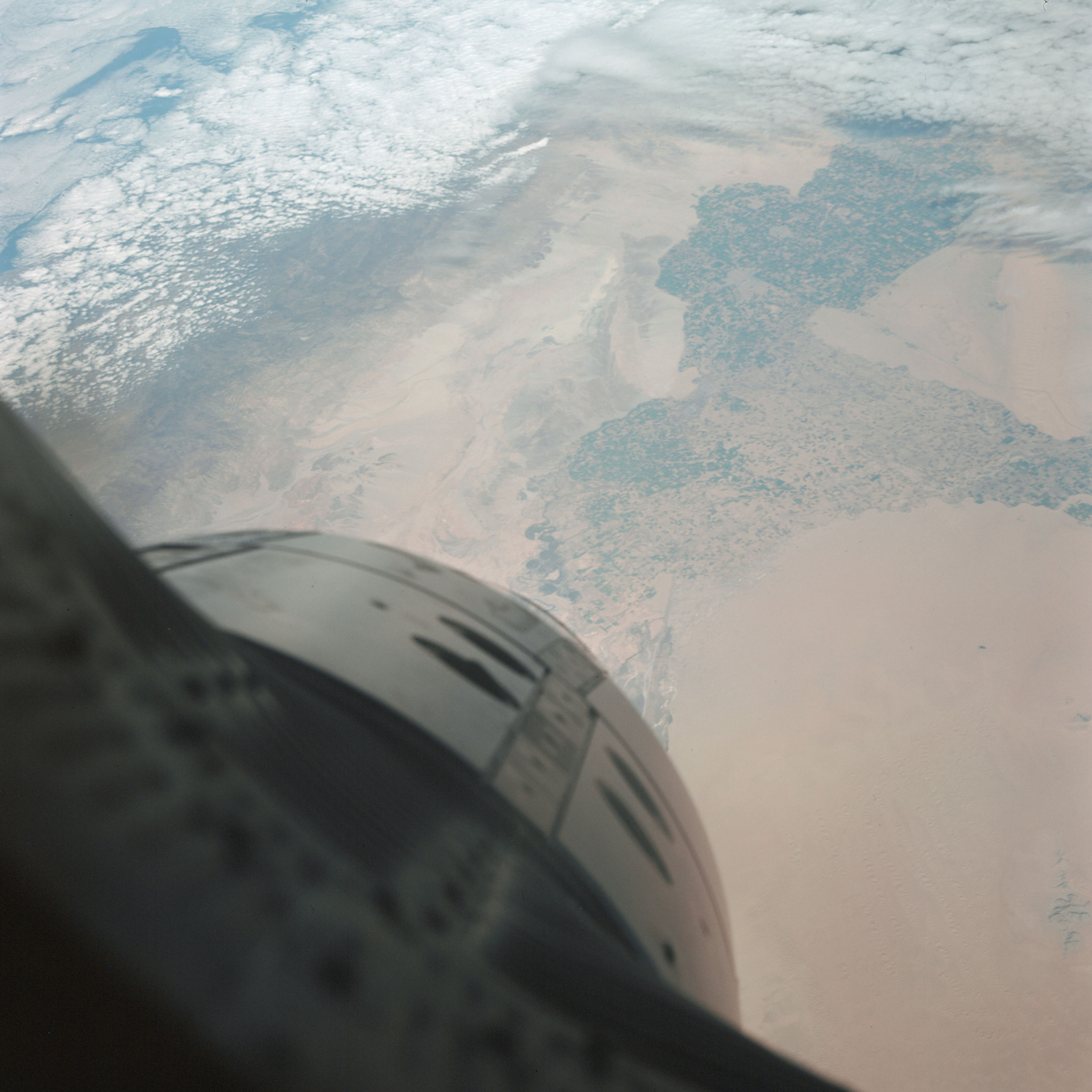
A Gemini–3 a Sonora-sivatag felett repül

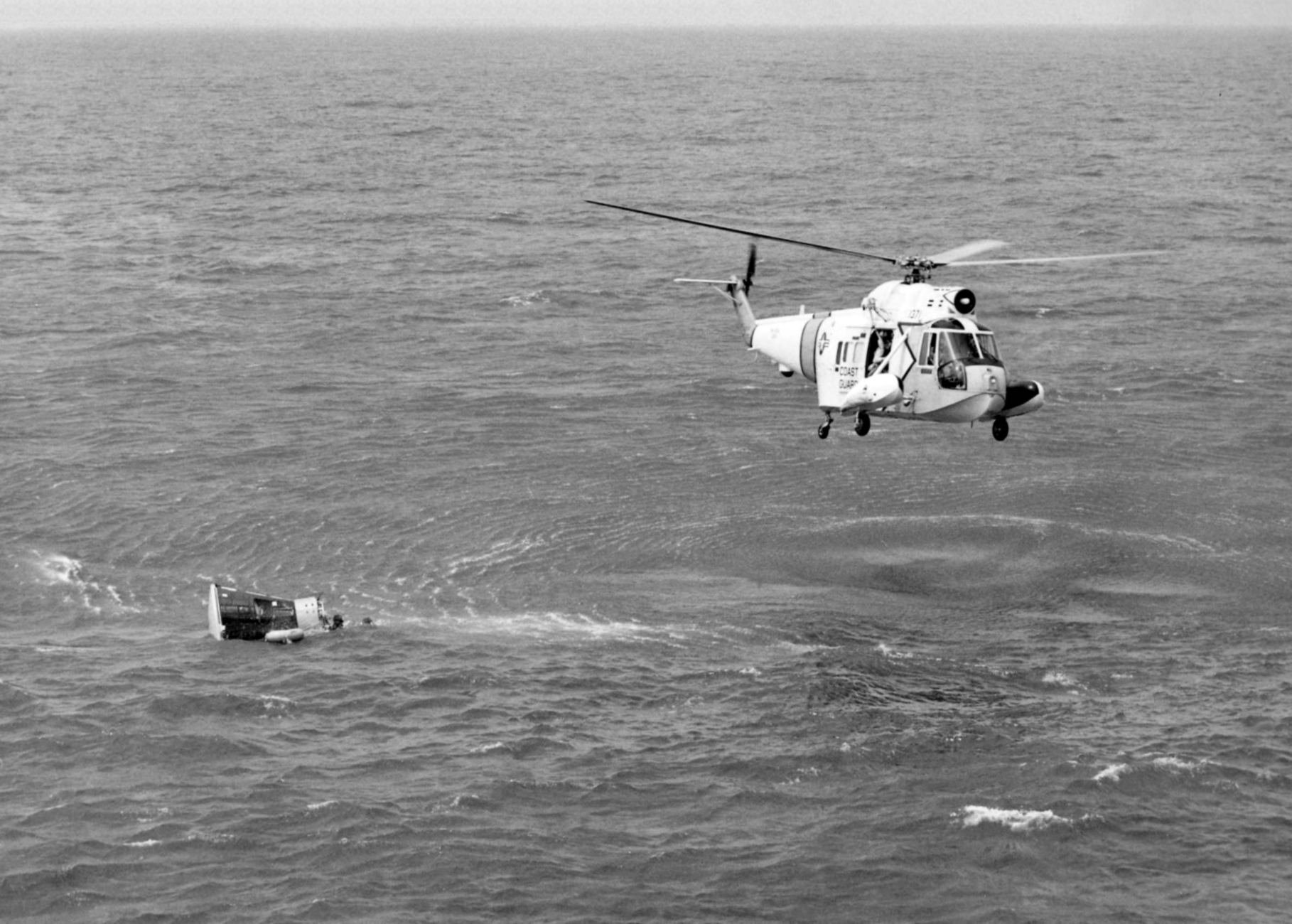
A Gemini–3 leszállás után az Atlanti-óceánon, amint éppen a Parti Őrség HH-52A helikoptere lebeg felette

A Gemini-3 1965. március 23-án, floridai idő szerint 9:24-kor (14:24:00 UTC) startolt Cape Kennedy LC-19 indítóállványáról. A start során probléma nem adódott, a felszállás sima volt, Grissom és Young abból érzékelték, hogy elindultak, hogy az űrhajó műszerfalán elindult a repülés órája, valamint Godro Cooper (a CapCom) értesítette a rádióban őket a felszállás tényéről. A felszállás simán ment, két és fél perccel a start után az üzemanyag kifogyását követően a Titan rakéta első fokozata leállt, a gyorsulás 6g-ről 1g-re esett. A második fokozat gyújtása és párhuzamosan az első fokozat leválása is tökéletesen sikerül, az űrhajó tovább haladt a pályáján. Öt és fél perc telt el a startot követően, amikor a második fokozat is leállt és a legénység mozsárágyúk eldördüléseként érzékelte az űrhajót a rakétáról leválasztó pirotechnikai töltetek működésbe lépését. Grissom ekkor a kormányhajtóművek beindításával arrébb lökte az űrhajót a kiégett rakétafokozattól, amely manőver kissé túl hosszan tartott, túlgyorsítva kissé az űrhajót. A Molly Brown 122x175 kilométer magasságú ellipszis pályára állt (nagyon közel a tervezett 122x182 km-es pályához).
Az első keringés során kisebb hiba lépett fel. Nagyjából húsz percnyi repülést követően, amikor az Atlanti-óceánra telepített követőhajó rádiókörzetébe ért az űrhajó, az életfenntartó rendszer oxigénnyomást mérő műszere hirtelen nyomásesést mutatott. Young volt felelős a műszer figyeléséért, aki hirtelen más műszereken is szokatlan értékeket figyelt meg, ami arra a következtetésre juttatta, hogy nem az oxigénszinttel van baj, hanem a műszerfallal. Young ekkor az elsődleges áramátalakítóról átkapcsolt a másodlagos rendszerre és a hiba megszűnt. A hibaelhárítás hatékonyságára jellemző, hogy a hiba megjelenésétől az áramátalakítókon való kapcsolásig mindössze 45 másodperc telt el. Az első keringés eseményeihez tartozott még a tudományos kísérletek elvégzése. Grissomra a sejtnövelési kísérlet jutott, Young pedig a sugárzási kísérletet végezte. A parancsnok kísérlete teljes kudarcot hozott, saját – későbbi – bevallása szerint a „túl sok adrenalin miatt” nagyon remegett a keze és eltörte a kísérlet anyagát tartalmazó tartót, így az nem volt értékelhető. Young bár nehézségekkel, de elvégezte a maga kísérletét, vérmintákat tett ki az űrbeli sugárzásnak, amelyeket később a földi mintákkal össze lehetett vetni.
Az egész repülés talán leginkább érdemi kísérlete a második keringés legelején következett be. A feladat szerint az űrhajósoknak manőverezniük kellett az űrhajójukkal – ezzel elértek egy történelmi elsőséget is: az űrrepülések történetében ők lehettek az első manőverezhető űrhajó pilótái. Az első manőver 75 másodpercig tartott, amikor beindították az űrhajó OAMS fúvókáit, amellyel az űrhajó sebességét 15 m/s-cel változtatták meg, a pályájuk pedig közel kör alakúra alakult a Föld körül. Háromnegyed órával később ismét elkövetkezett egy manőver, amellyel egyötöd fokkal változtatták meg a pályahajlást. (A harmadik és egyben utolsó pályamódosításra pedig a harmadik keringésben került sor, amikor a pályát úgy változtatták meg, hogy a földközelpont 72 km-re csökkenjen, ezzel egy esetleges fékezőrakéta meghibásodás esetén is magától visszatért volna a Földre az űrhajó.)
Hamarosan eljött a harmadik, utolsó keringés és a leszállás ideje. Ehhez az űrhajósok végigmentek a fékezési procedúra ellenörzőlistáján. Ehhez először működésbe hozták a pirotechnikai tölteteket, amellyel leválasztották az űrhajó műszaki szekcióját (amely egy hatalmas dörrenéssel adta tudtukra, hogy az egység levált). Ezután élesítették az automata fékezőrakéta üzemmódot. A négy fékezőrakéta rendben begyújtott és az űrhajó sebességet vesztve süllyedni kezdett a légkörbe. Az űrhajósok nyugodtan nyugtázták, hogy minden aszerint zajlik, ahogy a szimulátorban begyakorolták, majd Young beindította visszatérési kommunikációs kísérletet (vizet permeteztek a kabin köré és az egy perccel korábban a kabin súrlódásától kialakult plazma áramlását megváltoztatva a szükségszerű rádiócsend helyett a földi vevőállomások képesek voltak fogni a Gemini-3 rádiójeleit. Azonban nagyobb probléma volt, hogy a műszerek szerint a Molly Brown nem a kívánt pályán haladt a földfelszín felé, nagyjából az látszott, hogy legalább 69 kilométerrel el fogják téveszteni a tervezett leszállási pontot, Grissom minden korrekciós manővere ellenére. A kapszula nem úgy viselkedett a repülés légköri fázisában, mint azt a szélcsatorna kísérletek során modellezték.
Az ejtőernyő rendben kinyílt és az űrhajó függőlegesen (egy felfüggesztési ponton lógva) ereszkedett a légkörön át. A megfelelő magasságban az űrhajósoknak meg kellett változtatni az űrhajó helyzetét, egy gombot megnyomva a kötélzet felfüggesztését két felfüggesztési pontra változtatni, amellyel függőlegesből a vízszinteshez képest 35 fokra lendíteni az űrhajót, hogy ne a fenekével érjen vizet a Gemini. A helyzetváltoztatás egy nagy rántással ment végbe, olyannyira, hogy Grissom és Young feje is nekicsapódott a műszerfalnak, Grissom üveg ellenzője eltörött, Youngé összekarcolódott. Ezt követően megtörtént a vízreereszkedés az Atlanti-óceánon, a Turks- és Caicos-szigetektől északkeletre, az ejtőernyős helyzetváltoztatás rántásához képest egy finom huppanással. A vízre érve az ejtőernyőbe kapó szél rángatni, vonszolni kezdte a kabint, amire Grissom leválasztotta az ejtőernyőt a kabinról, hogy a nem kívánt mozgást megszüntesse.
Az űrhajósok rádióztak az őket váró USS Intrepid anyahajónak, amiből megtudták, hogy 110 kilométerre vannak tőlük a mentőegységek. A repülési tervben az szerepelt, hogy a személyzetnek az üléseibe szíjazva kell maradni, míg a mentőhajó a helyszínre ér és kiemeli őket, azonban a Gemini az űrhajósok sommás véleménye szerint „nem volt egy hajó”, elviselhetetlen meleg lett benne és hánykolódott a tengeren (=a parancsnok tengeri beteg lett és Young is csak nehézségek árán tudta benn tartani a reggelit...), így Grissom helikopteres kiemelést kért a mentőhajótól. Az űrhajó szerencsére teljesen vízhatlan maradt – bár a Mercury-n szerzett tapasztalatai alapján Grissom elhatározta, hogy nem nyitják ki a kabinajtót, amíg a mentőcsapatok a helyszínre érnek és a békaemberek nem rögzítik a felfújható, az elsüllyedést megakadályozó ballonokat a kabin külsejére – és mintegy 30 percig kellett várni, mire a mentőegységek odaérnek hozzá. Mikor a békaemberek rögzítették a ballonokat, az űrhajósok kinyitották a kabinajtót és a leeresztett hevederrel (az űrhajósszleng szerint „lóhámmal”) a helikopterre emelték őket.

## Küldetés paraméterek
- Tömeg: 3236,9 kg
- Perigeum: 161,2 km
- Apogeum: 224,2 km
- Pályahajlás: 32,6°
- Periódus: 88,3 min

### Magyar oldalak
- Dancsó Béla Hogyan tovább – 40 éve startolt az első Gemini űrhajó (1. rész) – www.urvilag.hu 2005
- Dancsó Béla Az elfeledett program: 40 éve startolt a Gemini-3 (2. rész) – www.uvilag.hu 2005

### Külföldi oldalak
- On The Shoulders of Titans: A History of Project Gemini Archiválva 2003. december 7-i dátummal a Wayback Machine-ben
- Spaceflight Mission Patches